# Mehdi Bouadla
Mehdi Bouadla alias The brave heart (født 2. februar 1982 i Frankrig) er en fransk mellemvægts-bokser. Han er nok er bedst kendt for sin kamp mod Mikkel Kessler i Parken, den 4. juni 2011, hvor han blev slået ud i 6. omgang. Han har kæmpet 36 kampe, vundet 30, tabt 6 og 0 uafgjort. Efter kampen mod Kessler vandt han alle sine 10 kampe, på nær to som han tabte til Arthur Abraham (2012) og Dmitry Chudinov (2014), der begge knock outede ham.